# Marktheidenfeld
Marktheidenfeld (pronunciación en alemán: /maʁktˈhaɪ̯dn̩fɛlt/ⓘ) es una ciudad situada en el distrito de Meno-Spessart, en el estado federado de Baviera (Alemania), con una población a finales de 2016 de unos 11 126 habitantes.
Se encuentra ubicada al noroeste del estado, en la región de Baja Franconia, a la orilla del río Meno —un afluente derecho del Rin— y de la frontera con el estado de Hesse.